# Eretmopus retensa
Eretmopus retensa är en fjärilsart som beskrevs av Louis Beethoven Prout 1931. Eretmopus retensa ingår i släktet Eretmopus och familjen mätare. Inga underarter finns listade i Catalogue of Life.